# Waking Up
Waking Up là album phòng thu thứ hai của ban nhạc rock người Mỹ OneRepublic, phát hành bởi hãng Interscope Records ngày 17 tháng 11 năm 2009. Album đạt được vị trí 21 trên Billboard 200 và đã bán được trên 300.000 bản tại Mỹ.
Đĩa đơn đầu tiên từ Waking Up, "All the Right Moves", đã được ra mắt các sóng phát thanh ngày 29 tháng 9 năm 2009 và được phát hành dạng nhạc số sau đó ngày 6 tháng 20 năm 2009. Video âm nhạc của bài hát đã phát hành ngày 8 tháng 10. Bài hát đã đạt đến vị trí 18 trên Billboard Hot 100. OneRepublic đã phát hành số ca khúc "Everybody Loves Me" ngày 30 tháng 10 năm 2009, sau đó là "Good Life" ngày 10 tháng 11. "Good Life" sau đó đã đạt được vị trí 69 trên Billboard Hot 100.
"Secrets" đã được phát hành làm đĩa đơn đầu tiên tại Đức, đồng thời làm đĩa đơn số thứ hai của album tại Mỹ ngày 3 tháng 11 năm 2009.

## Danh sách track
| Bản chuẩn | Bản chuẩn               | Bản chuẩn                                      | Bản chuẩn                     | Bản chuẩn  |
| STT       | Nhan đề                 | Sáng tác                                       | Nhà sản xuất                  | Thời lượng |
| --------- | ----------------------- | ---------------------------------------------- | ----------------------------- | ---------- |
| 1.        | "Made for You"          | Ryan Tedder, Brent Kutzle                      | Tedder, Kutzle                | 4:18       |
| 2.        | "All the Right Moves"   | Tedder                                         | Tedder, Andy Prickett, Kutzle | 3:58       |
| 3.        | "Secrets"               | Tedder                                         | Tedder, Prickett              | 3:44       |
| 4.        | "Everybody Loves Me"    | Tedder, Kutzle                                 | Tedder, Kutzle                | 3:34       |
| 5.        | "Missing Persons 1 & 2" | Tedder                                         | Tedder                        | 4:59       |
| 6.        | "Good Life"             | Tedder, Kutzle, Noel Zanacanella, Eddie Fisher | Tedder, Kutzle, Zanacanella   | 4:13       |
| 7.        | "All This Time"         | Tedder, Kutzle                                 | Tedder, Kutzle                | 4:03       |
| 8.        | "Fear"                  | Tedder                                         | Tedder                        | 3:48       |
| 9.        | "Waking Up"             | Tedder, Drew Brown                             | Tedder                        | 6:09       |
| 10.       | "Marchin On"            | Tedder                                         | Tedder                        | 4:13       |
| 11.       | "Lullaby"               | Tedder, Kutzle                                 | Tedder, Prickett, Kutzle      | 4:38       |

| International bonus tracks/Alternate tracks | International bonus tracks/Alternate tracks | International bonus tracks/Alternate tracks                   | International bonus tracks/Alternate tracks | International bonus tracks/Alternate tracks |
| STT                                         | Nhan đề                                     | Sáng tác                                                      | Producer(s)                                 | Thời lượng                                  |
| ------------------------------------------- | ------------------------------------------- | ------------------------------------------------------------- | ------------------------------------------- | ------------------------------------------- |
| 7.                                          | "All This Time" (Final Version)             | Tedder, Brown, Kutzle                                         | Tedder, Kutzle                              | 3:36                                        |
| 12.                                         | "Sleep"                                     | Tedder, Jerrod Bettis, Drew Brown, Zachary Filkins, Tim Myers | Greg Wells                                  | 5:54                                        |
| 13.                                         | "Shout" (Phiên bản trực tiếp)               | Roland Orzabal, Ian Stanley                                   | Chris Hughes                                | 4:24                                        |

| Deluxe Edition | Deluxe Edition | Deluxe Edition              | Deluxe Edition  | Deluxe Edition |
| STT            | Nhan đề        | Sáng tác                    | Nhà sản xuất    | Thời lượng     |
| -------------- | -------------- | --------------------------- | --------------- | -------------- |
| 12.            | "Passenger"    | Tedder                      | Mikal Blue      | 4:00           |
| 13.            | "It’s a Shame" | Tedder                      | Charles Pollard | 4:51           |
| 14.            | "Trap Door"    | Tedder, Tim Myers           | Blue            | 3:54           |
| 15.            | "Sucker Punch" | Tedder, Zach Filkins, Myers | Blue            | 4:26           |

## Xếp hạng
| Bảng xếp hạng (2009–2010)       | Vị trí cao nhất |
| ------------------------------- | --------------- |
| Austrian Albums Chart           | 28              |
| Belgian Albums Chart (Flanders) | 87              |
| Belgian Albums Chart (Wallonia) | 88              |
| Czech Republic IFPI Chart       | 43              |
| Dutch Albums Chart              | 88              |
| French Albums Chart             | 58              |
| German Albums Chart             | 19              |
| Greek Albums Chart              | 9               |
| Irish Albums Chart              | 29              |
| Italian Albums Chart            | 77              |
| Polish Albums Chart             | 22              |
| Swiss Albums Chart              | 14              |
| UK Album Chart                  | 29              |
| US Billboard 200                | 21              |

### Xếp hạng cuối năm
| Bảng xếp hạng (2010) | Vị trí |
| -------------------- | ------ |
| German Albums Chart  | 90     |
| Hoa Kỳ Billboard 200 | 143    |

### Chứng nhận
| Quốc gia | Chứng nhận | Doanh số |
| -------- | ---------- | -------- |
| Đức      | Vàng       | 100.000  |

## Thời gian phát hành
| Khu vực        | Ngày                 | Định dạng          | Hãng đĩa                |
| -------------- | -------------------- | ------------------ | ----------------------- |
| Đức            | 13 tháng 11 năm 2009 | CD, nhạc số tải về | Interscope Universal    |
| Đức            | 20 tháng 11 năm 2009 | CD                 | Interscope              |
| Hungary        | 16 tháng 11 năm 2009 | CD                 | Universal Music Hungary |
| Hong Kong      | 16 tháng 11 năm 2009 | CD                 | Interscope              |
| Vương quốc Anh | 16 tháng 11 năm 2009 | Nhạc số tải về     | Polydor                 |
| Vương quốc Anh | 18 tháng 1 năm 2010  | CD                 | Interscope              |
| Úc             | 17 tháng 11 năm 2009 | Nhạc số tải về     | Interscope              |
| Hoa Kỳ         | 17 tháng 11 năm 2009 | CD, nhạc số tải về | Interscope              |
| Phần Lan       | 22 tháng 1 năm 2010  | CD                 | Interscope              |
| Ý              | 22 tháng 1 năm 2010  | CD, nhạc số tải về | Interscope              |
| Brasil         | 2 tháng 2 năm 2010   | CD                 | Universal Music Brazil  |